# Gorgone
Gorgone är ett släkte av fjärilar. Gorgone ingår i familjen nattflyn.

## Bildgalleri

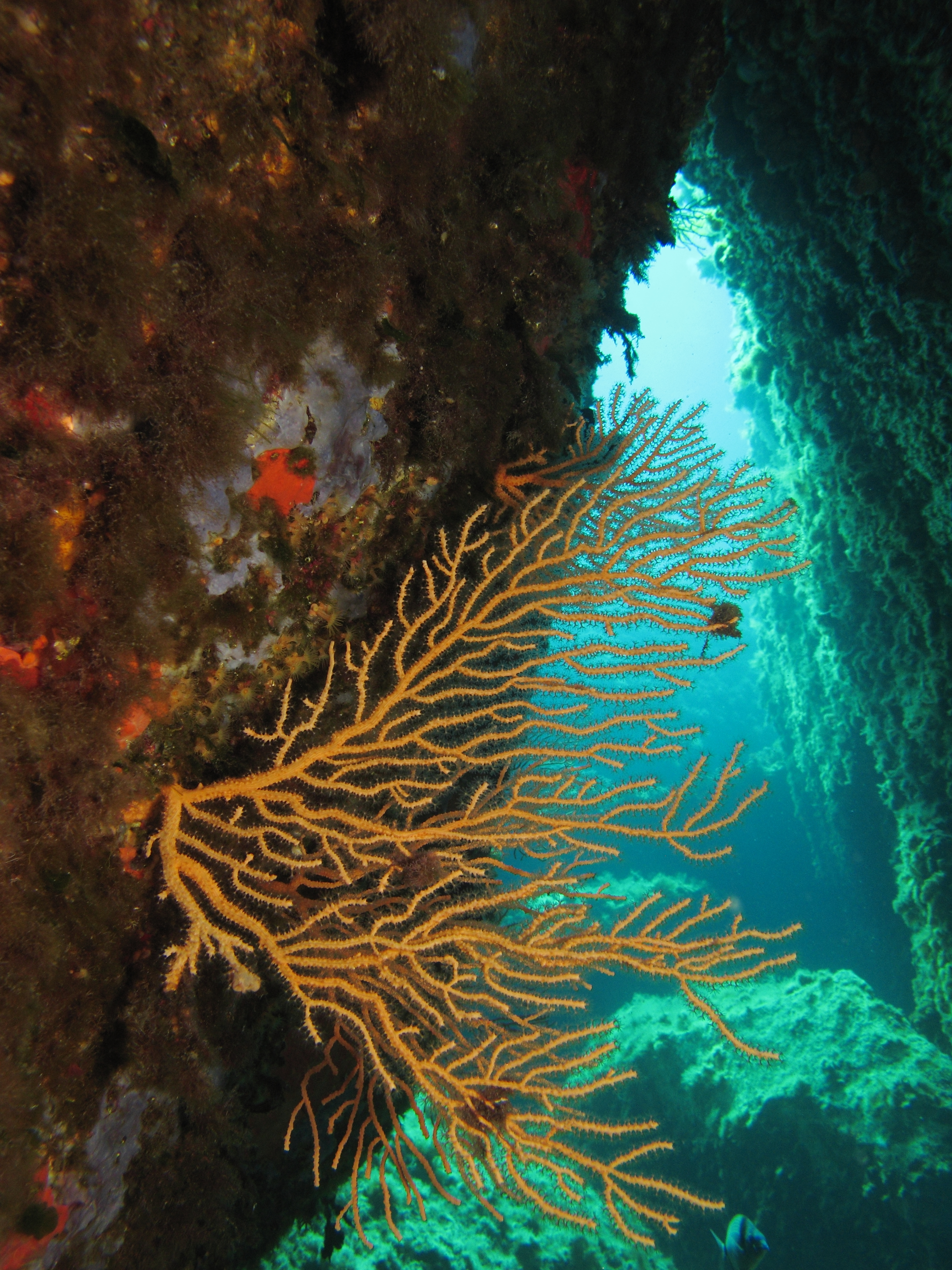

## Dottertaxa tillGorgone, i alfabetisk ordning[1]
- Gorgone ampelina
- Gorgone augusta
- Gorgone basigera
- Gorgone basisignata
- Gorgone binocula
- Gorgone brachygonia
- Gorgone chermespilia
- Gorgone chlorospila
- Gorgone concordans
- Gorgone discessura
- Gorgone drusilla
- Gorgone eulalia
- Gorgone exponens
- Gorgone fellearis
- Gorgone fronto
- Gorgone gemina
- Gorgone guttiluna
- Gorgone hilaris
- Gorgone integrans
- Gorgone interlineata
- Gorgone interpenens
- Gorgone macarea
- Gorgone maculigera
- Gorgone metastigma
- Gorgone miniopila
- Gorgone mormon
- Gorgone muscescens
- Gorgone orphna
- Gorgone ortilia
- Gorgone phaeocycla
- Gorgone pyrochila
- Gorgone roseipila
- Gorgone rubripalpis
- Gorgone rudis
- Gorgone superba
- Gorgone tenebrifica
- Gorgone triocellata
- Gorgone umbratica
- Gorgone unanimis